# Eomedina apicalis
Eomedina apicalis là một loài ruồi trong họ Tachinidae.